# Кате Хурте-є Паїн
Кате Хурте-є Паїн (перс. كته خورته پايين) — село в Ірані, у дегестані Лат-Лайл, у бахші Отаквар, шагрестані Лянґаруд остану Ґілян. За даними перепису 2006 року, його населення становило 53 особи, що проживали у складі 15 сімей.